# Escua
L'escua (o escoa) és cadascuna de les dues peces de fusta planejades, a manera de carenes, que van una a cada banda de la carena vertadera d'una barca i serveixen per a mantenir dreta l'embarcació quan es treu a terra.